# Низина (Цілком таємно)
Низина (англ. Underneath) — 12-й епізод дев'ятого сезону серіалу «Цілком таємно». Епізод не належить до «міфології серіалу» — це монстр тижня. Прем'єра в мережі «Фокс» відбулася 31 березня 2002 року.
У США серія отримала рейтинг Нільсена, рівний 4.4, це означає — в день виходу її подивилися 7.3 мільйона глядачів.

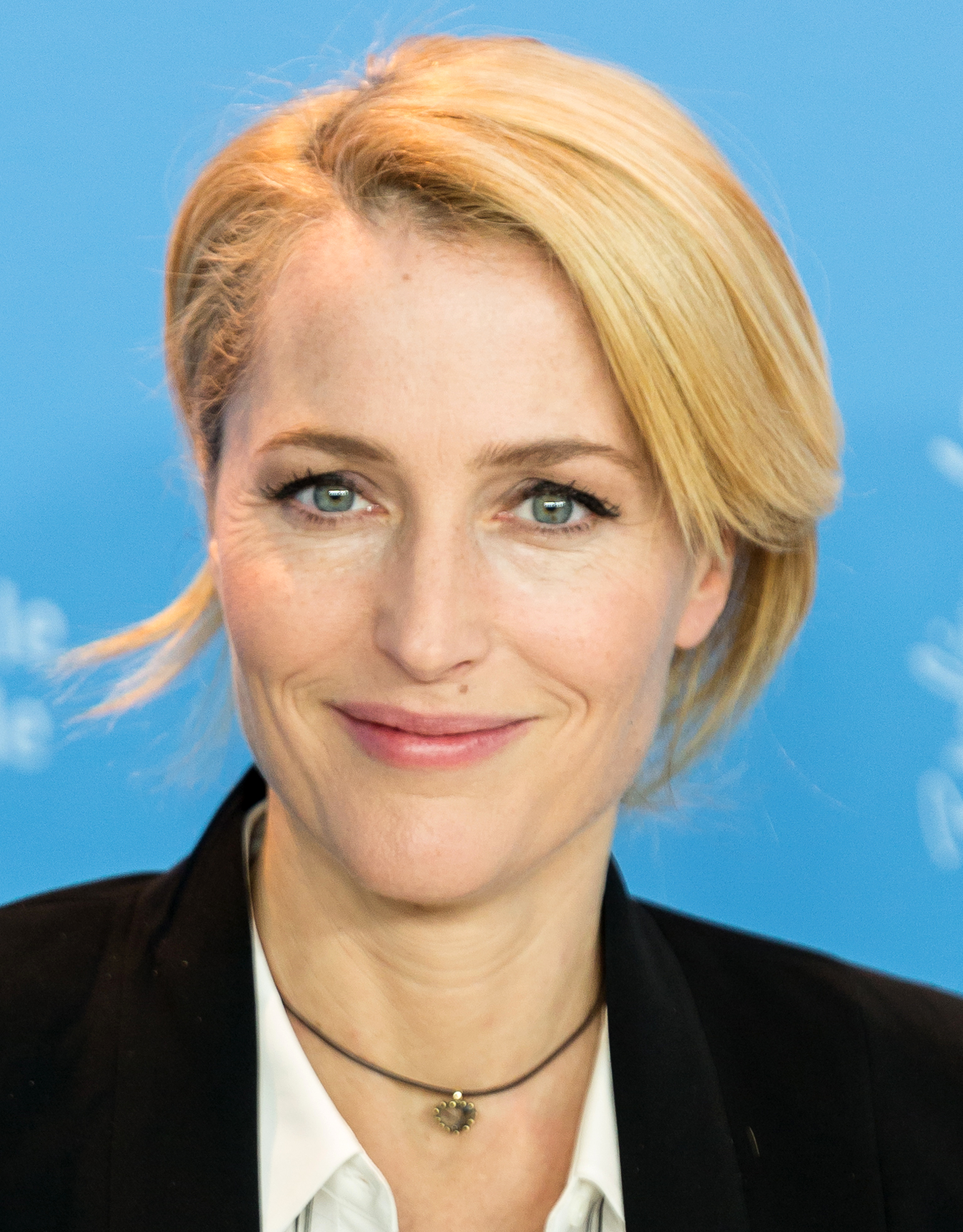

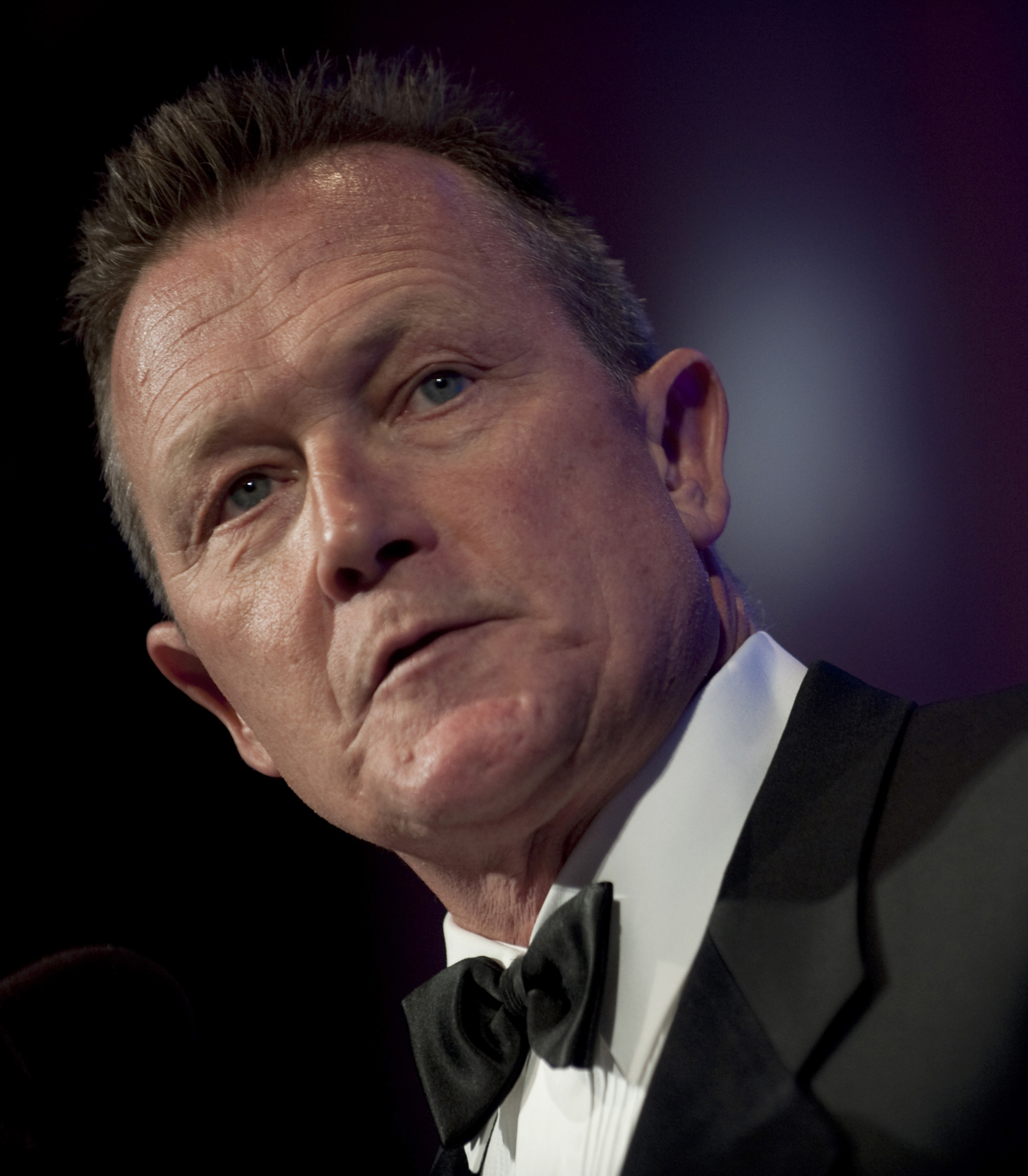

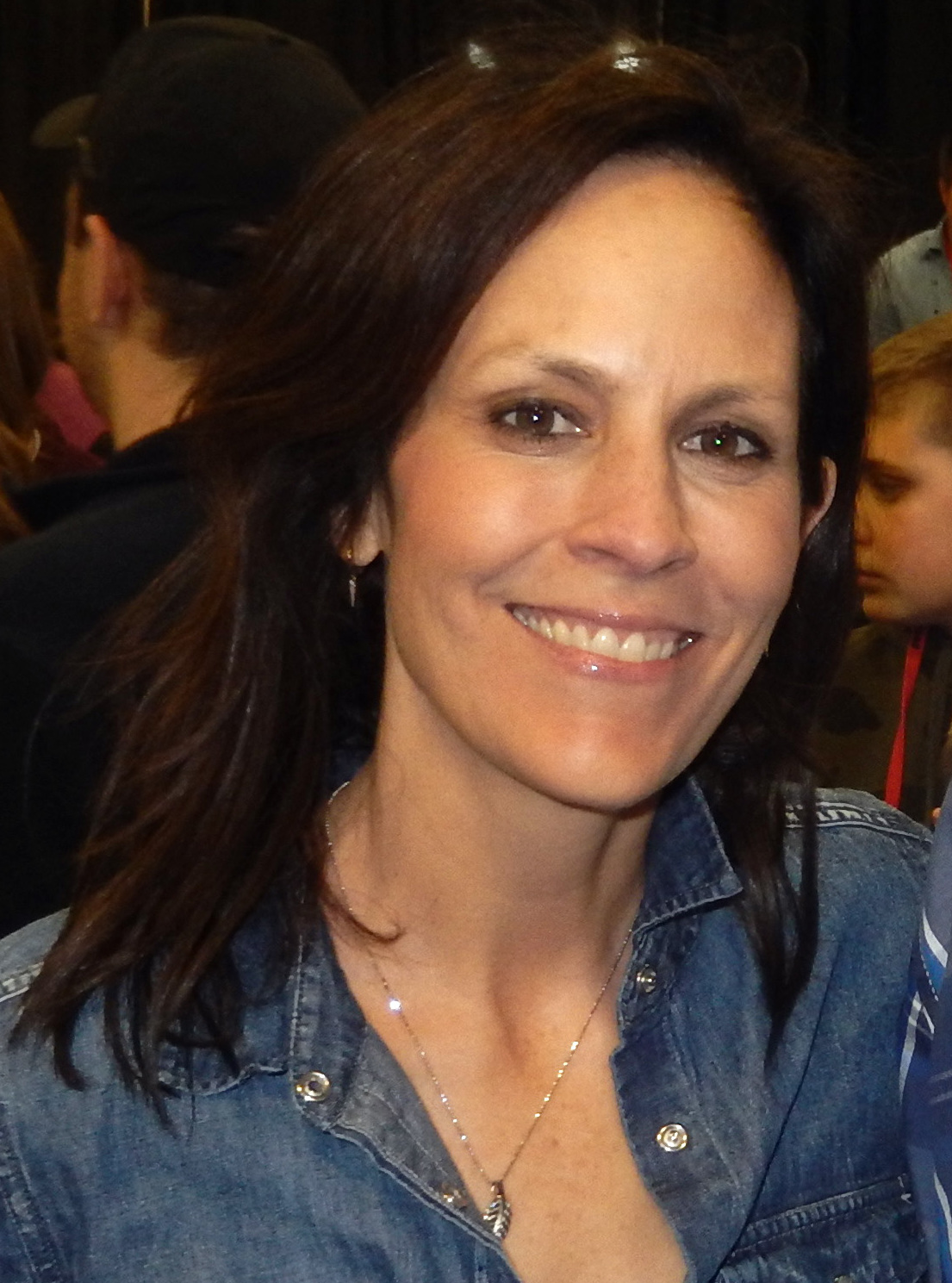

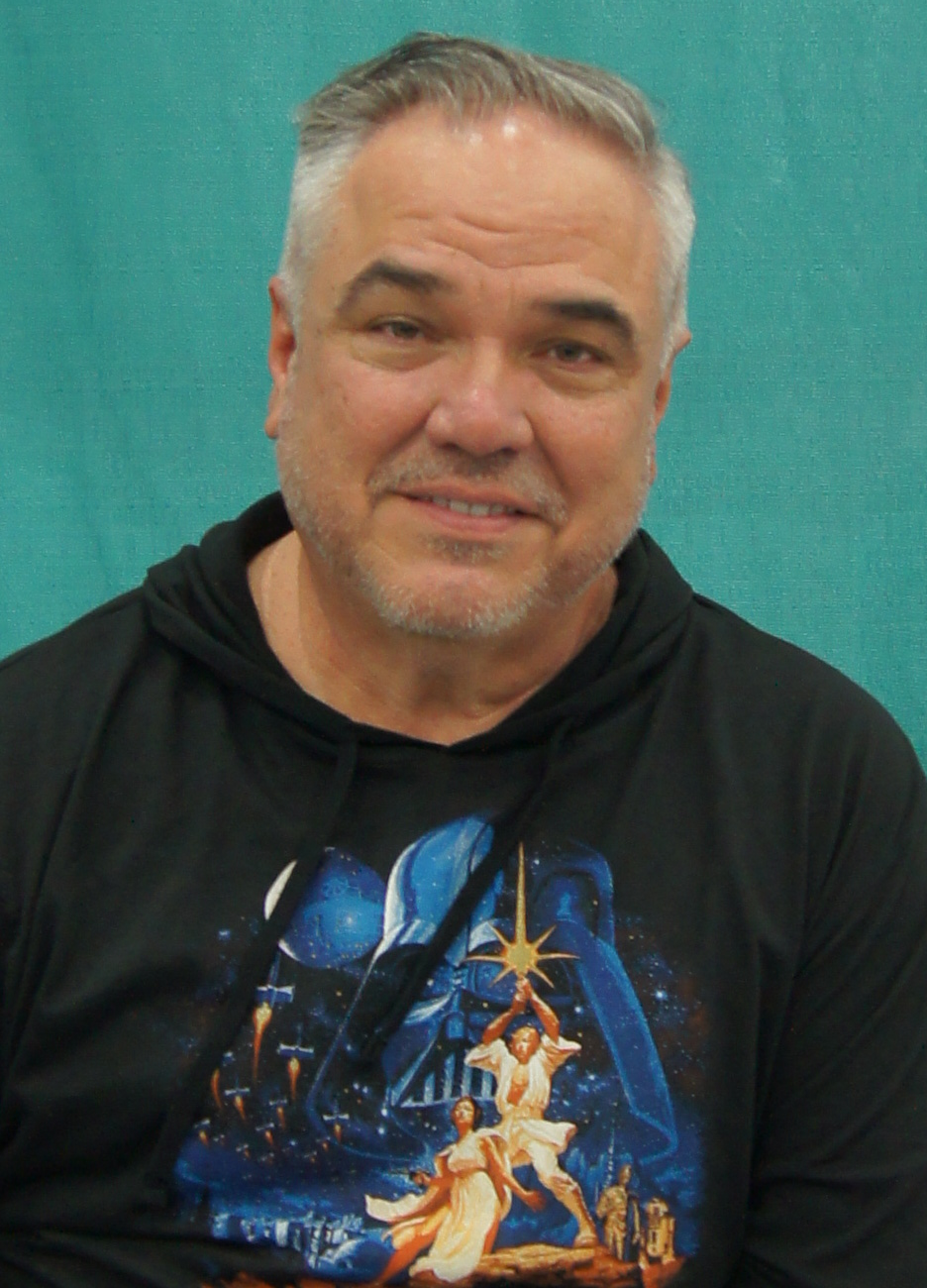

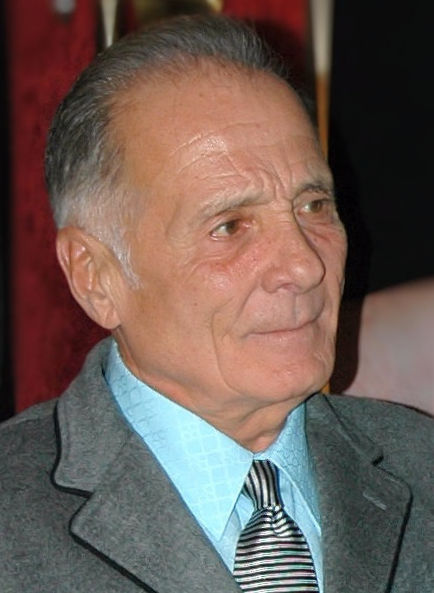

Доггетт сповнений рішучості знайти помилку в аналізі ДНК, за яким знімають звинувачення з засудженого за серію вбивств Роберта Фассла, якого він упіймав тринадцять років тому. Виявляється, що Фассл має особливий стан розуму, який ділить його особистість на дві частини: безневинний католик і безжальний вбивця.

## Зміст
Істина поза межами досяжного
За тринадцять років до подій серії Роберт Фассл сидить у своєму фургоні в Брукліні. Він цілує хрестика і спонукуваний голосом із заднього сидіння під дощем підходить до дому й стверджує родині, що прибув, щоби відремонтувати кабель. Коли Фассл тримає аркуш паперу, щоби показати його родині, яка покликала для ремонту, на аркуш бризкає кров. Він піднімає очі вгору й бачить мешканців будинку — з перерізаними горлами в калюжах крові. Раптово в будинок увірвалися двоє поліцейських і затримали Фассла — він в знесиленні й не опирається. Один із офіцерів, який йде перевірити кухню, виявляється Джоном Доггеттом — як молодий офіцер поліції Нью-Йорка.
В сучасности Моніка Рейєс обговорює звільнення Фассла — завдяки доказам ДНК — з обуреним Доггеттом. Дейна Скаллі підтверджує, що результати тесту остаточно спростовують звинувачення Фассла як вбивці. Доггетт мчить у Нью-Йорк аби на власний розсуд протидіяти Фасслу. Тим часом біля будівлі суду під тиском преси щойно випущений на волю Фассл помічає таємничого бороданя (який миттєво зникає). Доггетт і Скаллі опротестовують рішення суду — та дарма.
Після звільнення Фассл зупиняється в кімнаті, що належить його адвокату Джані Фейн, де тримає намистини вервиць і несамовито молиться. Однак на вервицях проступає кров; а на стіні — надпис «Убий її». Доггетт в суді зустрічається із старим знайомим — аби вплинути на справу. Коли з'являється Бородань, Фассл благає чоловіка не ображати Джані — але Бородань йде вершити своє.
Доггетт цілу ніч сидить над старою справою — Скаллі розповідає про імовірного кровного родича Фассла. Фассл, однак, єдина дитина у батьків. Поки Фейн не ушкоджена, Фассл дізнається, що економка, місіс Дауді, зникла безвісти. Фассл знаходить її тіло, змиває кров і розчленовує останки, щоб приховати те, що сталося.
Рейєс припускає, що вбивства вчиняє інша особа ніж Фассл — їй працівник тюрми розповів про Бороданя і Фассла на записах відеокамери. Доггетт відмовляється в це вірити. Дейна ж повідомляє — зразки ДНК по справі 1989 року — фальшивка. Тим часом Фассл підходить до помічника окружного прокурора Деймона Кейлора і благає повернути його до в'язниці. Кейлор відмовляється, але його вбиває Бородань.
Фассл закопує останки Кейлора. Почувши про зникнення Кейлора, Рейєс після очної ставки припускає, що побожність Фассла (коли він бачить світлину Бороданя) і його небажання визнавати свою темну половину дали йому небажану здатність фізично перетворюватися на іншу, більш жорстоку людину.
Бородань вимагає від Фассла вбити Фейн, побивши його, коли той не підкорився. Спостерігаючи за Фасслом, Фейн вперше бачить на його місці Бороданя. Під час огляду будинку Фейн агенти бачать, як Бородань тікає. Доггетт переслідує Бороданя, а Рейєс застає Фейн живою. У погоні Рейєс провалюється в каналізацію, де знаходить останки жертв Бороданя. Після боротьби з Бороданем, який завдає Доггетту удару ножем і тримає лезо на горлянці Джона, Рейєс стріляє. Бородань падає у воду, і Доггетт йде за ним, щоб підтягнути тіло Фассла, що дуже спантеличує його. Рейєс намагається нагадати Доггетту, що махінація із справою не має значення, адже Джон довів її до кінця.
А що буде завтра?

## Зйомки
«Underneath» був написаний і зрежисований виконавчим продюсером Джоном Шибаном. Це стало його режисерським дебютом. За словами Шибана, виробничий персонал серіалу «фактично деякий час говорив про створення історії Джекіла і Гайда, але так і не знайшов способу це зробити», поки не з'явилася ідея використовувати задум з ДНК. Шибан також був натхненний фільмом «Третя людина» (1949), в якому показана кульмінаційна погоня через каналізаційну систему.
Епізод, який досліджує передісторію Джона Доггетта — молодого офіцера поліції Нью-Йорка, був описаний як такий, що містить подібні теми, "досліджені в серіалі «Міленіум». Гостем епізоду був Артур Наскарелла, товариш Роберта Патріка. Патрік відіграв важливе значення в тому, щоб Наскарелла взяла участь у серіалі; пізніше він пожартував: «Я вкрав нью-йоркський акцент (Наскарелли) у Копленді, і я зробив це, щоб зняти „Секретні матеріали“, але змусив (його) взяти участь у самому „Цілком таємно“».
У міру того, як проходив дев'ятий сезон і рейтинги серіалу почали різко падати, «Фокс» все активніше залучався до стилю та напряму зйомок. Хоча «Underneath» був дванадцятим епізодом, який вийшов у ефір, насправді це був відзнятий дев'ятий епізод. Цей епізод містив «так багато проблем», що керівники «Fox» ледь не відмовилися від готового продукту. Однак в останню хвилину вони поступилися, і дозволили випустити епізод пізніше в сезон, через кілька тижнів після передбачуваної дати виходу в етер.
Спочатку Шибан хотів зняти відповідні сцени у справжній каналізаційній системі Лос-Анджелеса, але Департамент водопостачання та енергетики ЛА наклав вето на цю ідею і заявив, що «з 11 вересня там діє заборона на зйомки», що Шибан назвав зрозумілою річчю. Щоб компенсувати це, артдиректору серіалу Корі Каплану було доручено побудувати копію каналізації на «етапі 11» у студії «Fox»; вона використала креслення з фільму «Знедолених» 1952 року як натхнення.

## Показ і відгуки
«Underneath» вперше вийшов в ефір у США 31 березня 2002 року в мережі «Fox». Пізніше епізод дебютував у Великій Британії 2 лютого 2003 року на «BBC One». Епізод отримав рейтинг Нільсена 4,4, що означає — його побачили 4,4 % домогосподарств країни, та переглянули 4,64 мільйона домогосподарств і понад 7,3 мільйона глядачів..
Епізод отримав неоднозначні відгуки телекритиків. Джессіка Морган з «Телебачення без жалю» поставила епізоду рейтинг B–. Роберт Ширман і Ларс Пірсон у книзі «Хочемо вірити: критичний посібник з Цілком таємно, Мілленіуму і Самотніх стрільців», оцінили епізод на 3.5 зірки з п'яти і назвали сюжет «твердим й ефективним». Оглядачі похвалили режисерські зусилля Шибана, зазначивши, що «як режисер (він) робить „Underneath“ сяючим», але критично поставилися до деяких «моментів із X-File як торгової марки», посилаючись на «несподівану появу обличчя в дзеркалі у ванній» і «Кульмінаційну бійку в каналізації» — як приклади. Проте Ширман і Пірсон позитивно написали про реалістичне зображення Доггетта Шибаном. М. А. Кренг у книзі «Заперечуючи правду: перегляд „Секретних матеріалів“ після 11 вересня» написав, що цей епізод був «дуже знайомим», але його вразив проект зображення каналізації.

## Знімалися
| Актор               | Роль               |
| ------------------- | ------------------ |
| Роберт Патрік       | Джон Доггетт       |
| Джилліан Андерсон   | Дейна Скаллі       |
| Аннабет Гіш         | Моніка Рейєс       |
| Вільям Ерл Браун    | Роберт Фассл       |
| Ліза Дарр           | Етторні Джана Фейн |
| Роберт Кертіс Браун | Деймон Кейлор      |
| Артур Наскарелла    | Дюк Томасік        |
| Аарон Спірс         | Охоронець          |